# Socialismo islámico
El socialismo islámico es un término acuñado por varios líderes musulmanes para describir alguna forma islámica de socialismo.

## Bases filosóficas y prácticas
Existen distintas formas de socialismo islámico desarrolladas bajo distintos enfoques, pero todas esencialmente inspiradas en las enseñanzas islámicas. Algunas posicionadas en el espectro político como de izquierda o como de derecha, mientras que otras en distintos matices del eje autoritario-libertario. Asimismo, algunas corrientes reivindican el comunismo y el marxismo, mientras que otras los rechazan, por lo que no existe un cuerpo teórico unificado de concepciones.
Los socialistas musulmanes creen que las enseñanzas del Corán y Mahoma, entre ellas el zakat, son compatibles con los principios de igualdad económica y social.
Algunos partidarios del socialismo islámico sostienen que el islam en sí mismo es una «religión revolucionaria» por su contenido y principios. Además, algunos argumentan que el islam instituyó sistemáticamente la justicia social y la oposición a la opresión.
Por su parte, Abdennur Prado reivindica el concepto de shura (concertación o consulta mutua) como un método para las decisiones colectivas para resolver en consenso los asuntos de la comunidad. Asimismo, defiende el ejemplo de tomas de decisión colectiva dado en la mezquita de Medina en el cual participaban incluso mujeres. De igual manera, Prado cita la aleya 42:38 del Corán que establece lo siguiente:

...[los creyentes] tienen por norma consultarse entre sí.
Corán 42:38

Por su parte, Mohamed Jean Veneuse reivindica el concepto de ijma, indicando que la shura debe tender al consenso de las partes. Asimismo, defiende el concepto de maslaha, al cual se refiere como el principio de interés público usado en situaciones en las cuales no existe un consenso previo se debe tomar como decisión aquella beneficie en la medida posible a todos en lugar de un particular. Sin embargo, Mohamed Jean Veneuse afirma que el islam reconoce el derecho de cada individuo a no participar en la shura, siempre y cuando sus decisiones no afecten a terceros.
Algunos se inspiran en el temprano estado de bienestar de Medina establecido por Mahoma. Asimismo, hay quienes reivindican la acción de Mahoma en contra de la propiedad feudal y del «capitalismo de su época».
Para Abdennur Prado, el islam enseña el desapego a la riqueza no como una forma de rechazar el mundo material, sino en realidad como un medio para conectarse con este sin un «consumismo vacuo», reconociendo una «hermandad» con el resto de la creación. Además, Prado comparó la visión islámica con un pensamiento de George Woodcock donde señala que para el anarquista «el rico es víctima del lujo, como el pobre lo es de su indigencia». De esta manera, según Prado, el islam llama a no acumular riquezas de manera desmedida a título personal, sino que se debe vivir digna y modestamente. Asimismo, Prado señala que Dios es el auténtico propietario de todo, mientras que los seres humanos solo tienen cierta posesión para su disfrute sin abusar. Asimismo, Prado cita a Mahoma rechazando los monopolios y argumentando que los pobres tienen derechos sobre las fortunas de los ricos. Además, cita al Corán insistiendo que se debe entregar de lo que más se ama.
Los socialistas musulmanes encontraron sus raíces en el antiimperialismo.[cita requerida] Los líderes socialistas musulmanes creen en la derivación de la legitimidad de lo público.
Por otro lado, algunos se inspiran en las acciones del califa Omar Ibn el Jatab cuando instituyó el principio de la expropiación en beneficio de la colectividad.
Abū Dharr al-Ghifārī, un compañero de Mahoma, es reconocido por algunos eruditos como un antecedente principal del socialismo islámico. Él protestó contra la acumulación de riqueza por parte de la clase dominante durante el califato Omeya e instó a la redistribución equitativa de la riqueza. El primer califa musulmán Abu Bakr introdujo un nivel mínimo de ingresos garantizado, otorgando a cada hombre, mujer y niño diez dirhams al año, que luego se aumentó a veinte dirhams.
No obstante, algunos detractores musulmanes del socialismo islámico rechazan esta fusión por considerar al socialismo en sí como ateo y herejía, así como que hay quienes sostienen que las instituciones solamente pueden ser estrictamente islámicas.

## Tipos de socialismo islámico

### Eje político izquierda-derecha
En la era moderna, el socialismo islámico se puede dividir en dos: una forma de izquierda y una de derecha. El ala izquierda (Siad Barre, Ali Shariati, Yasser Arafat y Yalal Al-e Ahmad) tiende a abogar por el internacionalismo proletario, al tiempo que alienta a los musulmanes a unirse o colaborar con socialistas internacionales o marxistas. Mientras que los socialistas de derecha (Muhammad Iqbal, Jamal al-Din al-Afghani, Musa Sadr) están ideológicamente más cerca del tercerposicionismo, apoyando no solo la justicia social, la sociedad igualitaria y la igualdad universal, sino también el revivalismo islámico e interpretación autoritaria de la sharía. También rechazan la adopción plena de una lucha de clases y se mantienen alejados de otros movimientos socialistas.

### Teoría y práctica de socialismo islámico
La primera comuna islámica experimental se estableció durante la Revolución rusa de 1917 como parte del movimiento wäisi, uno de los primeros partidarios del gobierno soviético. El Comité Socialista Musulmán de Kazán también estuvo activo en este momento.
El socialismo islámico también fue esencial para la ideología de Pakistán, país que se define constitucionalmente tanto como una república islámica y socialista, ya que su fundador, Muhammad Ali Jinnah, ante una multitud en Chittagong el 26 de marzo de 1948 declaró que «solo estás expresando mis sentimientos y los sentimientos de millones de musulmanes cuando dices que Pakistán debería basarse en bases seguras de justicia social y socialismo islámico que enfatiza la igualdad y la hermandad del hombre».
A Muhammed Nakhshab se le atribuye la primera síntesis entre el chiismo y el socialismo europeo. El movimiento de Nakhshab se basó en el principio de que el islam y el socialismo no eran incompatibles ya que ambos buscaban lograr la igualdad y la justicia social. Sus teorías se habían expresado en su tesis sobre las leyes de la ética. En 1943, Nakhshab fundó el Movimiento de Socialistas que adoran a Dios en Irán. La organización se fundó mediante la fusión de dos agrupaciones, el círculo de estudiantes de secundaria de Nakhshab en Dar al-Fanoun y el círculo de Jalaleddin Ashtiyani de unos 25 estudiantes en la Facultad de Ingeniería de la Universidad de Teherán. La organización se conocía inicialmente como la Liga de los Musulmanes Patrióticos. Combinaba sentimientos religiosos, nacionalismo y pensamientos socialistas.
Asimismo, la Organización de los Muyahidines del Pueblo de Irán inicialmente fue un movimiento político iraní que se fundamentó en las tesis de Alí Shariatí, quien desarrolló una síntesis entre la filosofía islámica chií con una especie de teología de la liberación. Este grupo participó en la Revolución iraní, pero pronto sería de los primeros en ser reprimidos por el gobierno resultante.
Por otra parte, uno de los pioneros en desarrollar en Indonesia una forma de socialismo islámico es H. O. S. Tjokroaminoto, quien se inspiró en el trabajo del pensador del Sudeste Asiático Mushir Hosein Kidwai. Posteriormente, algunas ideas de Tjokroaminoto influyeron en distintas corrientes más allá del socialismo islámico en sí. Asimismo, otro pionero en Indonesia fue Haji Misbach, quien desde una perspectiva comunista marxista e islámica fundó la revista Islam Bergerak. De manera contemporánea, un pensador musulmán marxista indonesio es Muhammad Al-Fayyadl, quien en homenaje a Haji Misbach fundó una revista en línea también llamada Islam Bergerak.
En Libia, Muamar el Gadafi desarrolló principalmente en su Libro verde la tercera teoría universal, quien la presentó como una forma de socialismo alternativo al marxismo y al liberalismo, la cual se inspira parcialmente en la filosofía islámica, así como también en otras corrientes.
Según İhsan Eliaçık, líder del partido político turco Musulmanes Anticapitalistas, «el islam se trata de justicia social, no de rituales como rezar cinco veces al día o mujeres que se cubren la cabeza». Asimismo, señala que «sus reglas son simples: no lastimes a los demás, no robes, no mientas, no te quedes callado ante el mal y respeta el medio ambiente».
En Afganistán, tras el triunfo de la Revolución de Saur, se estableció inicialmente un régimen marxista-leninista que estableció un Estado laico bajo la guía del Partido Democrático Popular de Afganistán; sin embargo, tras una serie de conflictos internos, el partido finalmente incluyó al islam como parte de su filosofía tras la llegada de Mohammad Najibulá al poder.
Por su parte, el pensador español Abdennur Prado plantea el islam en sí mismo como una forma de «anarquismo místico» al encontrar elementos de antiestatismo, justicia social, apoyo mutuo y antialienación dentro de este, concibiendo al islam también como una forma de socialismo libertario. Asimismo, Mohamed Jean Veneuse plantea una tesis similar en su obra Anarca-Islam.